# 陰屍路：戴瑞迪克森
《陰屍路：戴瑞迪克森》（英語：The Walking Dead: Daryl Dixon），是一部由大衛·扎貝爾創作的美國後末日恐怖電視影集，為電視劇集《陰屍路》的外傳和第五部衍生劇集，由諾曼·李杜斯回歸飾演戴瑞·迪克森一角，並由克蕾曼絲·波西和亞當·納格提斯聯合主演。該劇原定而卡蘿·派勒提爾為主角，然而飾演該角的梅麗莎·麥克布萊德因檔期不合而最終改為由迪克森擔任主角，並在2022年10月開拍。
第一季於2023年9月10日在AMC首播，全六集。第2季於2024年9月29日播出，全六集。

## 劇情背景
戴瑞·迪克森醒來後發現自己身處法國的海岸，但他不知道自己為何會出現在該地。他隨後便踏上旅途，一邊調查他來到法國的原因，一邊尋找回家的路。

## 演員

### 主要演員
- 諾曼·李杜斯 飾演 戴瑞·迪克森（英语：Darryl Dixon）：一名有十足經驗且足智多謀的獵人，已在行屍末世中生存多年、歷盡萬難，曾為亞歴山卓安全社區的招募者。外出尋找失蹤的“朋友”時意外漂泊到法國，想辦法回去的同時，也開始摸清他會來此地的原因[1]。
- 克蕾曼絲·波西 飾演 伊莎貝·卡里埃（Isabelle Carriere）：一名獨立、善良、堅強的修女，隸屬嚮往和平進步的宗教團體「希望聯盟」（Union de L'Espoir），曾在巴黎有一段黑暗的過去，在末世裡傳教過程中結識戴瑞[2]。（第1-2季）
- 路易斯·皮奇·希柳齊（Louis Puech Scigliuzzi） 飾演 洛朗特（Laurent）：一名誕生於末世的聰明男孩，名自聖人聖羅倫斯，身為伊莎貝的侄子。由於母親生下他時遭感染，使他從小就被聯盟視作彌賽亞一般的人物，由戴瑞護送前去完成聯盟的使命。（第1-2季）
- 萊卡·布蘭克·弗朗卡德（Laika Blanc Francard） 飾演 希薇（Sylvie）：一名隸屬希望聯盟的修女，文靜寬容，心靈手巧，與伊莎貝和洛朗特關係要好。災情爆發時曾是修道院的宗教學生，父母死後便被團體養大，加入戴瑞的護送旅程。（第1-2季）
- 亞當·納格提斯（英语：Adam Nagaitis） 飾演 奎恩（Quinn）：英國人，巴黎的一家地下夜店「半夢醒」（Demimonde）的東主，伊莎貝的前戀人，已在當地中成為極具影響力的人物，同時作為洛朗特的生父[2]。（第1季）
- 羅曼·列維（Romain Levi） 飾演 史蒂芬·科德隆（Stéphane Codron）：在法國各地活動的強悍民兵，弟弟米歇與剛到法國的戴瑞發生衝突時遇害，從此將戴瑞視作復仇的目標。但他仍對婦女兒童抱有同理心，在復仇過程中開始重新審視自我，乃至最後做出贖罪。（第1-2季）
- 安娜·夏瑞耶（英语：Anne Charrier） 飾演 瑪麗昂·惹內（Marion Genet）：準軍事組織「生者力量」（Pouvoir des Vivants）的女領袖，心狠手辣、野心甚大，握有災變後的法國大部分勢力。曾經是巴黎羅浮宮的清潔工，災情時隔窗目睹丈夫被行屍吃掉，靠宮內著名藝術作獲得使命而掌權，還掌握行屍的病毒實驗妄圖軍事化。（第1-2季）
- 梅麗莎·麥克布萊德 飾演 卡蘿·派勒提爾（英语：Carol Peletier）：一名與戴瑞來自同一社區的堅強女性，從家暴受害者慢慢蛻變成群體中驍勇善戰、足智多謀的戰士，經歷過失去家人、戰爭考驗，一次又一次地從創傷和挫折中走出來，如今得知戴瑞失蹤後不惜跨越大西洋到法國尋找他[3]。（第1季客串，第2季主演）
- 喬爾·德·拉富恩特 飾演 洛桑（Losang）：美國人，「希望聯盟」的虔誠領袖，多年來引領聯盟抗擊惹內的勢力，主要根據地在聖米歇爾山鎮。原本待人和善，但凡事全部以宗教信仰與聯盟的使命為重，目睹洛朗特過於親近無神論信仰的戴瑞，為了不使聯盟多年奮鬥的理想化為烏有，不惜透過極端的手段來達成使命。（第2季）

### 常設演員
- 艾瑞克·埃巴努伊（英语：Eriq Ebouaney） 飾演 法盧·布卡（Fallou Boukar）：希望聯盟位於巴黎分部的領袖，管理一座頂樓社區，抱有信仰、足智多謀、備受愛戴，重要時刻能分得清是非，作為戴瑞一行人的重要盟友。
- 崔斯丹·贊奇（Tristan Zanchi） 飾演 埃米爾·蒂博（Emile Thibault）：法盧頂樓社區的重要成員，跟在法盧身邊多年，年輕和善，助人為樂，與到來的希薇成為情侶。
- 路克莉亞·伊利亞申科（Lukerya Ilyashenko） 飾演 安娜·瓦萊麗（Anna Valery）：俄國人，地下夜店「半夢醒」的歌手，奎恩的女友，知情洛朗特是奎恩的親生兒子。
- 弗朗索瓦·德萊夫（François Delaive） 飾演 拉弗勒醫生（Dr. Lafleur）：法裔科學家，「生者力量」麾下研究員，負責研究行屍病毒並將其用於軍事方面，創造出一系列變種行屍。
- 馬尼什·達亞爾（英语：Manish Dayal） 飾演 艾什·帕特爾（Ash Pate）：獨居緬因州農場的印度裔美國人，身為飛行員且擁有一架比奇富豪，偶然結識卡蘿而鋌而走險帶她飛去法國。
- 娜西瑪·本奇庫（Nassima Benchicou） 飾演 賈辛達（Jacinta）：希望聯盟的高層，擔任洛桑的左右手，與他相比思想更為激進，督促他必須不擇手段完成使命。
- 塔蒂亞娜·古塞夫（Tatiana Gousseff） 飾演 薩賓（Sabine）：生者力量的副指揮，地位僅次於惹內，與惹內在災前便是同事關係。

### 客串演員
- 帕羅馬（英语：Paloma (drag queen)） 飾演 可可（Coco）[4]

## 集數

### 第一季
| 總集數 | 集數 （季） | 標題 | 譯名           | 導演            | 編劇                          | 首播日期       | 美國收視人數 （百萬） |
| ------ | ----------- | ---- | -------------- | --------------- | ----------------------------- | -------------- | --------------------- |
| 1      | 1           |      | 迷失者         | 丹尼爾·珀西瓦爾 | 大衛·扎貝爾                   | 2023年9月10日  | 待定                  |
| 2      | 2           |      | 雲雀           | 丹尼爾·珀西瓦爾 | 傑森·里士滿（Jason Richman） & 大衛·扎貝爾 | 2023年9月17日  | 待定                  |
| 3      | 3           |      | 巴黎永遠是巴黎 | 提姆·索瑟姆     | 科琳·阿伯特（Coline Abert）               | 2023年9月24日  | 待定                  |
| 4      | 4           |      | 鐵娘子         | 提姆·索瑟姆     | 珊農·高斯（Shannon Goss）                 | 2023年10月1日  | 待定                  |
| 5      | 5           |      | 雙愛相伴       | 丹尼爾·珀西瓦爾 | 傑森·里士滿 & 大衛·扎貝爾     | 2023年10月8日  | 待定                  |
| 6      | 6           |      | 回家           | 丹尼爾·珀西瓦爾 | 蘿拉·史諾（Laura Snow） & 傑森·里士滿   | 2023年10月15日 | 待定                  |

### 第二季：卡蘿之書
| 總集數 | 集數 （季） | 標題 | 譯名           | 導演            | 編劇                                                      | 首播日期       | 美國收視人數 （百萬） |
| ------ | ----------- | ---- | -------------- | --------------- | --------------------------------------------------------- | -------------- | --------------------- |
| 7      | 1           |      | 陌生人的善意   | 葛雷格·尼可泰羅 | 珊農·高斯                                                 | 2024年9月29日  | 待定                  |
| 8      | 2           |      | 紅磨坊         | 丹尼爾·珀西瓦爾 | 基斯·斯塔斯基維奇（Keith Staskiewicz）                                     | 2024年10月6日  | 待定                  |
| 9      | 3           |      | 隱形           | 麥可·斯洛維斯   | 莉莎·茲維爾林                                             | 2024年10月13日 | 待定                  |
| 10     | 4           |      | 屬於你們的天堂 | 麥可·斯洛維斯   | 傑森·里士滿 & 大衛·扎貝爾                                 | 2024年10月20日 | 待定                  |
| 11     | 5           |      | 有志者事竟成   | 丹尼爾·珀西瓦爾 | 傑森·里士滿 & 大衛·扎貝爾                                 | 2024年10月27日 | 待定                  |
| 12     | 6           |      | 再見孩子們     | 丹尼爾·珀西瓦爾 | 劇本創作 ：蘿拉·史諾 故事構思 ：傑森·里士滿 & 大衛·扎貝爾 | 2024年11月3日  | 待定                  |

## 製作

### 發展
2020年9月，AMC宣佈製作一部環繞卡蘿·派勒提爾和戴瑞·迪克森的《陰屍路》衍生劇集，由史考特·金普和安潔拉·姜創作，梅麗莎·麥克布萊德和諾曼·李杜斯回歸出演兩名主角。
2022年4月，由於該劇計劃在年中到歐洲取景，而麥克布萊德的檔期不合，無法參與在歐洲的拍攝工作，因此她選擇辭演，該劇則改為由迪克森擔任主角的個人劇集 。同年5月，坎恩宣佈辭任製作人一職，改由大衛·扎貝爾擔任。是次人事變動於派勒提爾宣佈辭演後的幾星期內落實。同年10月，該劇定名為《戴瑞迪克森》（Daryl Dixon）。2023年1月，該劇更名為《陰屍路：戴瑞迪克森》（The Walking Dead: Daryl Dixon），並宣佈將會在2023年內上映。

### 劇本
2020年9月，作為《陰屍路》最後三季節目統籌的安潔拉·姜獲聘為該劇的製作人。2022年4月，姜因檔期衝突而辭任製作人，改由大衛·扎貝爾擔任，劇本亦因派勒提爾的辭演而需要重寫。同年9月，李杜斯在接受《娛樂週刊》訪問時指該劇的格調將會與《陰屍路》中戴瑞的故事完全相反 。李杜斯亦在翌月透露將會有主系列的角色於該劇登場。

### 選角
2022年1月，克蕾曼絲·波西和亞當·納格提斯宣佈加入演員陣容。2023年2月，安娜·夏瑞耶、艾瑞克·埃巴努伊、萊卡·布蘭克·弗朗卡德（Laika Blanc Francard）、羅曼·列維（Romain Levi）、路易斯·皮奇·希柳齊（Louis Puech Scigliuzzi）宣佈參演。

### 拍攝
主體拍攝於2022年10月24日在法國巴黎開始。

## 發行
該劇於2023年9月10日在AMC首播。

## 外部連結
- 官方网站
- 互联网电影数据库（IMDb）上《行尸走肉：戴瑞迪克森》的资料（英文）